# Uniform m/1810

Soldat vid Kronobergs regemente iförd uniform m/1810 och tschakå m/1815.

Uniform m/1810 är ett uniformssystem som har använts inom den svenska krigsmakten. Uniformssystemet användes av hela det indelta infanteriet förutom grenadjärregementena. Den liknande i mycket den tidigare uniform m/1807, dock återgick man till blåfärgade jackor. M/1810 är att av de uniformssystem som brukar hänföras till samlingsbeteckningen modell äldre.

## Utformning
Uniform m/1810 bestod av en blå frack med dubbla knapprader, foder och uppveck på skörten. Även ärmuppslagen var gula och var försedda med en blå klaff med tre knappar. Vidare bestod uniformen av grå långbyxor samt ett skärp av gult och blått kläde som räckte två varv runt livet. På fötterna bars skor med snörning och damasker i svart halvkläde. Från början bestämdes det att kragen skulle vara i respektive regementsfärg. Detta ändrades snart så att de regementen som hittills haft vita, gula eller blå kragar fick behålla dessa eller ändra till röd färg på kragen.
M/1810 blev i stort lika i alla regementen. Uppvecken på skörten var genomgående gula och de flesta regementen använde röda kragar och klaffar på ärmuppslagen. 

## Förteckning över persedlar 1815
- Frack m/1810
- Långbyxor m/1810
- Tschakå m/1815
- Skärp m/1810
- Kapott m/1807
- Damasker
- Skor

## Bilder

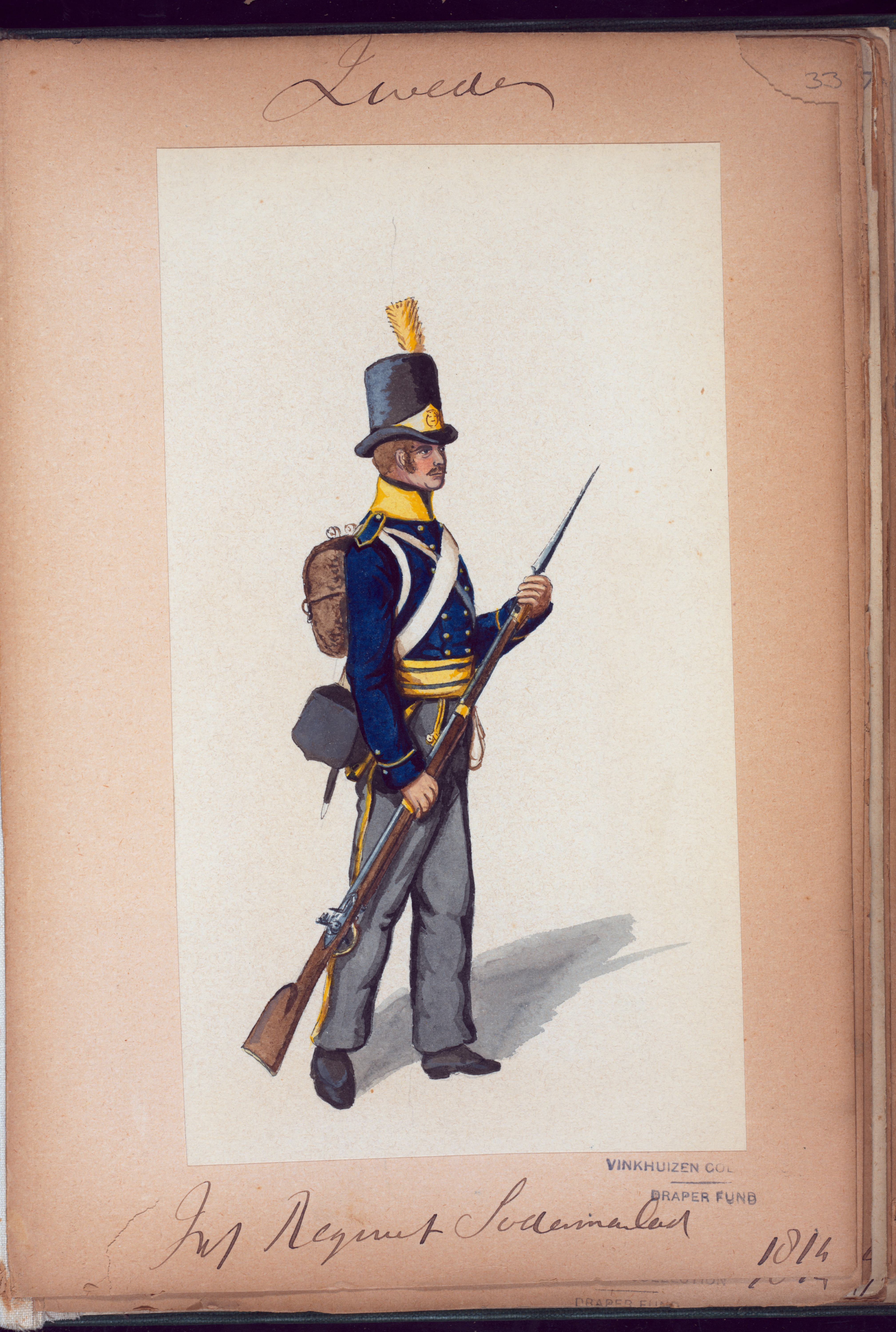
Soldat vid Södermanlands regemente iförd uniform m/1810 samt hatt m/1799 under fälttåget i Tyskland 1813.
Soldat vid Södermanlands regemente iförd uniform m/1810 och tschakå m/1815.
Uniform m/1810 vid Kalmar regemente.
Uniform m/1810 vid Älvsborgs regemente.
Uniform m/1810 vid Upplands regemente.
Uniform m/1810 vid Västgöta-Dals regemente.

### Webbkällor
http://www.hhogman.se/uniformer_armen_18_infanteriet1.htm